# Сальница (Мурманская область)
Сальница (Сальницы) — упразднённая в 1950 году деревня в Терском районе Мурманской области России. Ныне территория входит в сельское поселение Варзуга.

## Топоним
Название связано с рекой Сальница.

## География
Располагалась на Терском берегу Белого моря, при впадении р. Сальница в Кандалакшский залив, на расстоянии (примерно) в 20 км к западу от села Кашкаранцы.

## История
Известна с XVI в. как тоня на р. Сальница.
На датской карте 1723 года обозначена как Soutkefe.
Входила до 1927 года в Кузоменскую волость После её упразднения 1 августа деревня, как и вся территория волости, вошла в Терский район.
С 1935 — опорный пункт Мурманской зональной оленеводческой станции.
В 1950 официально упразднена.

## Население
Численность жителей достигало максимум 40 человек. В 1854 году 17 человек в 5 домах, в 1914 — 32 (в 6 домах), в 1926 — 16; в 1938 — 14 (в 4 домах).

## Инфраструктура
Основа экономики — рыболовство (семга, до 2 т в год; сельдь) звериный промысел (до 50 туш нерпы), скотоводство (крупный рогатый скот).